# Abdul Latif Rashid
Abdul Latif Rashid (in curdo لەتیف ڕەشید‎, in arabo عبد اللطيف رشيد‎?, Abdul Latif Rashid; Sulaymaniyya, 10 agosto 1944) è un politico iracheno.
Dal 17 ottobre 2022 è il nono Presidente dell'Iraq, il quarto consecutivo di etnia curda.

## Vita privata
È sposato con Shanaz Ibrahim Ahmed, membro del partito politico Unione Patriottica del Kurdistan, nota per il suo attivismo letterario. la coppia ha due figli e una figlia.
Il presidente Rashid parla tre lingue: arabo, curdo e inglese.